# Roberto Lopes
Roberto Lopes (Dublino, 17 giugno 1992) è un calciatore irlandese naturalizzato capoverdiano, difensore del Shamrock Rovers.

## Biografia
È nato a Dublino da madre irlandese e padre capoverdiano. Nella sua vita ha lavorato anche in banca.

## Carriera

### Club
Ha esordito nella massima serie irlandese con la maglia dei Bohemians.
Successivamente con lo Shamrock Rovers ha vinto due campionati e la coppa nazionale.

### Nazionale
Nel 2011 ha giocato una partita con la nazionale irlandese Under-19.
Nel 2019 ha esordito nella nazionale maggiore di Capo Verde; successivamente, è stato convocato per la Coppa delle nazioni africane 2021 e per la Coppa delle nazioni africane 2023.

## Statistiche

### Presenze e reti nei club
Statistiche aggiornate al 3 novembre 2023.
| Stagione               | Squadra                | Campionato             | Campionato | Campionato | Coppe nazionali | Coppe nazionali | Coppe nazionali | Coppe continentali | Coppe continentali | Coppe continentali | Altre coppe | Altre coppe | Altre coppe | Totale | Totale |
| Stagione               | Squadra                | Comp                   | Pres       | Reti       | Comp            | Pres            | Reti            | Comp               | Pres               | Reti               | Comp        | Pres        | Reti        | Pres   | Reti   |
| ---------------------- | ---------------------- | ---------------------- | ---------- | ---------- | --------------- | --------------- | --------------- | ------------------ | ------------------ | ------------------ | ----------- | ----------- | ----------- | ------ | ------ |
| 2010                   | Bohemians              | PD                     | 0          | 0          | CI              | 1               | 0               | -                  | -                  | -                  | -           | -           | -           | 1      | 0      |
| 2011                   | Bohemians              | PD                     | 3          | 0          | CI+CdL          | 0+1             | 0               | UEL                | 0                  | 0                  | -           | -           | -           | 4      | 0      |
| 2012                   | Bohemians              | PD                     | 15         | 0          | CI+CdL          | 3+0             | 1+0             | UEL                | 0                  | 0                  | -           | -           | -           | 18     | 1      |
| 2013                   | Bohemians              | PD                     | 30         | 1          | CI+CdL          | 1+3             | 0               | -                  | -                  | -                  | -           | -           | -           | 34     | 1      |
| 2014                   | Bohemians              | PD                     | 30         | 0          | CI+CdL          | 3+3             | 0               | -                  | -                  | -                  | LSC         | 1           | 0           | 37     | 0      |
| 2015                   | Bohemians              | PD                     | 31         | 0          | CI+CdL          | 2+2             | 0               | -                  | -                  | -                  | LSC         | 2           | 0           | 37     | 0      |
| 2016                   | Bohemians              | PD                     | 31         | 2          | CI+CdL          | 2+2             | 0               | -                  | -                  | -                  | LSC         | 3           | 2           | 38     | 4      |
| Totale Bohemians       | Totale Bohemians       | Totale Bohemians       | 140        | 3          |                 | 23              | 1               |                    | 0                  | 0                  |             | 6           | 2           | 169    | 6      |
| 2017                   | Shamrock Rovers        | PD                     | 25         | 1          | CI+CdL          | 4+3             | 0               | UEL                | 4                  | 0                  | -           | -           | -           | 36     | 1      |
| 2018                   | Shamrock Rovers        | PD                     | 29         | 4          | CI+CdL          | 1+0             | 0               | UEL                | 2                  | 0                  | -           | -           | -           | 32     | 4      |
| 2019                   | Shamrock Rovers        | PD                     | 35         | 3          | CI+CdL          | 5+1             | 0               | UEL                | 4                  | 2                  | -           | -           | -           | 45     | 5      |
| 2020                   | Shamrock Rovers        | PD                     | 15         | 3          | CI+CdL          | 3+0             | 1+0             | UEL                | 2                  | 1                  | -           | -           | -           | 20     | 5      |
| 2021                   | Shamrock Rovers        | PD                     | 27         | 1          | CI              | 2+0             | 1+0             | UCL+UECL           | 2+4                | 0                  | SI          | 1           | 0           | 36     | 2      |
| 2022                   | Shamrock Rovers        | PD                     | 27         | 1          | CI              | 0               | 0               | UCL+UEL+UECL       | 3+0+4              | 0                  | SI          | 0           | 0           | 34     | 1      |
| 2023                   | Shamrock Rovers        | PD                     | 31         | 2          | CI              | 1+0             | 0               | UCL+UECL           | 2+2                | 0                  | SI+LSC      | 1+1         | 0           | 38     | 2      |
| Totale Shamrock Rovers | Totale Shamrock Rovers | Totale Shamrock Rovers | 189        | 15         |                 | 20              | 2               |                    | 29                 | 3                  |             | 3           | 0           | 241    | 20     |
| Totale carriera        | Totale carriera        | Totale carriera        | 329        | 18         |                 | 43              | 3               |                    | 29                 | 3                  |             | 9           | 2           | 410    | 26     |

### Cronologia presenze e reti in nazionale
| Cronologia completa delle presenze e delle reti in nazionale ― Capo Verde | Cronologia completa delle presenze e delle reti in nazionale ― Capo Verde | Cronologia completa delle presenze e delle reti in nazionale ― Capo Verde | Cronologia completa delle presenze e delle reti in nazionale ― Capo Verde | Cronologia completa delle presenze e delle reti in nazionale ― Capo Verde | Cronologia completa delle presenze e delle reti in nazionale ― Capo Verde | Cronologia completa delle presenze e delle reti in nazionale ― Capo Verde | Cronologia completa delle presenze e delle reti in nazionale ― Capo Verde |
| Data                                                                      | Città                                                                     | In casa                                                                   | Risultato                                                                 | Ospiti                                                                    | Competizione                                                              | Reti                                                                      | Note                                                                      |
| ------------------------------------------------------------------------- | ------------------------------------------------------------------------- | ------------------------------------------------------------------------- | ------------------------------------------------------------------------- | ------------------------------------------------------------------------- | ------------------------------------------------------------------------- | ------------------------------------------------------------------------- | ------------------------------------------------------------------------- |
| 10-10-2019                                                                | Fos-sur-Mer                                                               | Capo Verde                                                                | 2 – 1                                                                     | Togo                                                                      | Amichevole                                                                | -                                                                         |                                                                           |
| 26-3-2021                                                                 | Praia                                                                     | Capo Verde                                                                | 3 – 1                                                                     | Camerun                                                                   | Qual. Coppa d'Africa 2021                                                 | -                                                                         |                                                                           |
| 1-9-2021                                                                  | Douala                                                                    | Rep. Centrafricana                                                        | 1 – 1                                                                     | Capo Verde                                                                | Qual. Mondiali 2022                                                       | -                                                                         |                                                                           |
| 7-9-2021                                                                  | Mindelo                                                                   | Capo Verde                                                                | 1 – 2                                                                     | Nigeria                                                                   | Qual. Mondiali 2022                                                       | -                                                                         |                                                                           |
| 7-10-2021                                                                 | Accra                                                                     | Liberia                                                                   | 1 – 2                                                                     | Capo Verde                                                                | Qual. Mondiali 2022                                                       | -                                                                         |                                                                           |
| 10-10-2021                                                                | Mindelo                                                                   | Capo Verde                                                                | 1 – 0                                                                     | Liberia                                                                   | Qual. Mondiali 2022                                                       | -                                                                         |                                                                           |
| 13-11-2021                                                                | Mindelo                                                                   | Capo Verde                                                                | 2 – 1                                                                     | Rep. Centrafricana                                                        | Qual. Mondiali 2022                                                       | -                                                                         |                                                                           |
| 16-11-2021                                                                | Lagos                                                                     | Nigeria                                                                   | 1 – 1                                                                     | Capo Verde                                                                | Qual. Mondiali 2022                                                       | -                                                                         |                                                                           |
| 9-1-2022                                                                  | Yaoundé                                                                   | Etiopia                                                                   | 0 – 1                                                                     | Capo Verde                                                                | Coppa d'Africa 2021 - 1º turno                                            | -                                                                         |                                                                           |
| 13-1-2022                                                                 | Yaoundé                                                                   | Capo Verde                                                                | 0 – 1                                                                     | Burkina Faso                                                              | Coppa d'Africa 2021 - 1º turno                                            | -                                                                         |                                                                           |
| 17-1-2022                                                                 | Yaoundé                                                                   | Capo Verde                                                                | 1 – 1                                                                     | Camerun                                                                   | Coppa d'Africa 2021 - 1º turno                                            | -                                                                         |                                                                           |
| 25-1-2022                                                                 | Dakar                                                                     | Senegal                                                                   | 2 – 0                                                                     | Capo Verde                                                                | Coppa d'Africa 2021 - Ottavi di finale                                    | -                                                                         | 45’                                                                       |
| 23-3-2022                                                                 | Orleans                                                                   | Guadalupa                                                                 | 0 – 2                                                                     | Capo Verde                                                                | Amichevole                                                                | -                                                                         | 81’                                                                       |
| 3-6-2022                                                                  | Marrakech                                                                 | Burkina Faso                                                              | 2 – 0                                                                     | Capo Verde                                                                | Qual. Coppa d'Africa 2023                                                 | -                                                                         |                                                                           |
| 7-6-2022                                                                  | Marrakech                                                                 | Capo Verde                                                                | 2 – 0                                                                     | Togo                                                                      | Qual. Coppa d'Africa 2023                                                 | -                                                                         | 58’                                                                       |
| 24-3-2023                                                                 | Praia                                                                     | Capo Verde                                                                | 0 – 0                                                                     | eSwatini                                                                  | Qual. Coppa d'Africa 2023                                                 | -                                                                         |                                                                           |
| 28-3-2023                                                                 | Nelspruit                                                                 | eSwatini                                                                  | 0 – 1                                                                     | Capo Verde                                                                | Qual. Coppa d'Africa 2023                                                 | -                                                                         |                                                                           |
| 12-6-2023                                                                 | Rabat                                                                     | Marocco                                                                   | 0 – 0                                                                     | Capo Verde                                                                | Amichevole                                                                | -                                                                         | 57’                                                                       |
| 18-6-2023                                                                 | Praia                                                                     | Capo Verde                                                                | 3 – 1                                                                     | Burkina Faso                                                              | Qual. Coppa d'Africa 2023                                                 | -                                                                         |                                                                           |
| 10-9-2023                                                                 | Lomé                                                                      | Togo                                                                      | 3 – 2                                                                     | Capo Verde                                                                | Qual. Coppa d'Africa 2023                                                 | -                                                                         |                                                                           |
| 12-10-2023                                                                | Costantina                                                                | Algeria                                                                   | 5 – 1                                                                     | Capo Verde                                                                | Amichevole                                                                | -                                                                         |                                                                           |
| 16-11-2023                                                                | Praia                                                                     | Capo Verde                                                                | 0 – 0                                                                     | Angola                                                                    | Qual. Mondiali 2026                                                       | -                                                                         |                                                                           |
| 21-11-2023                                                                | Mbombela                                                                  | eSwatini                                                                  | 0 – 2                                                                     | Capo Verde                                                                | Qual. Mondiali 2026                                                       | -                                                                         |                                                                           |
| 10-1-2024                                                                 | Radès                                                                     | Tunisia                                                                   | 2 – 0                                                                     | Capo Verde                                                                | Amichevole                                                                | -                                                                         |                                                                           |
| 14-1-2024                                                                 | Abidjan                                                                   | Ghana                                                                     | 1 – 2                                                                     | Capo Verde                                                                | Coppa d'Africa 2023 - 1º turno                                            | -                                                                         |                                                                           |
| 19-1-2024                                                                 | Abidjan                                                                   | Capo Verde                                                                | 3 – 0                                                                     | Mozambico                                                                 | Coppa d'Africa 2023 - 1º turno                                            | -                                                                         |                                                                           |
| 29-1-2024                                                                 | Abidjan                                                                   | Capo Verde                                                                | 1 – 0                                                                     | Mauritania                                                                | Coppa d'Africa 2023 - Ottavi di finale                                    | -                                                                         |                                                                           |
| 3-2-2024                                                                  | Yamoussoukro                                                              | Capo Verde                                                                | 0 – 0 dts (1 – 2 dtr)                                                     | Sudafrica                                                                 | Coppa d'Africa 2023 - Quarti di finale                                    | -                                                                         |                                                                           |
| 21-3-2024                                                                 | Gedda                                                                     | Capo Verde                                                                | 1 – 0                                                                     | Guyana                                                                    | Amichevole                                                                | -                                                                         |                                                                           |
| 25-3-2024                                                                 | Gedda                                                                     | Capo Verde                                                                | 1 – 0                                                                     | Guinea Equatoriale                                                        | Amichevole                                                                | -                                                                         |                                                                           |
| 8-6-2024                                                                  | Yaoundé                                                                   | Camerun                                                                   | 4 – 1                                                                     | Capo Verde                                                                | Qual. Mondiali 2026                                                       | -                                                                         |                                                                           |
| 6-9-2024                                                                  | Il Cairo                                                                  | Egitto                                                                    | 3 – 0                                                                     | Capo Verde                                                                | Qual. Coppa d'Africa 2025                                                 | -                                                                         |                                                                           |
| 10-10-2024                                                                | Praia                                                                     | Capo Verde                                                                | 0 – 1                                                                     | Botswana                                                                  | Qual. Coppa d'Africa 2025                                                 | -                                                                         |                                                                           |
| 15-10-2024                                                                | Francistown                                                               | Botswana                                                                  | 1 – 0                                                                     | Capo Verde                                                                | Qual. Coppa d'Africa 2025                                                 | -                                                                         | Cap.                                                                      |
| 15-11-2024                                                                | Praia                                                                     | Capo Verde                                                                | 1 – 1                                                                     | Egitto                                                                    | Qual. Coppa d'Africa 2025                                                 | -                                                                         |                                                                           |
| 19-11-2024                                                                | Nouakchott                                                                | Mauritania                                                                | 1 – 0                                                                     | Capo Verde                                                                | Qual. Coppa d'Africa 2025                                                 | -                                                                         | Cap.                                                                      |
| 20-3-2025                                                                 | Praia                                                                     | Capo Verde                                                                | 1 – 0                                                                     | Mauritius                                                                 | Qual. Mondiali 2026                                                       | -                                                                         | 69’                                                                       |
| 25-3-2025                                                                 | Luanda                                                                    | Angola                                                                    | 1 – 2                                                                     | Capo Verde                                                                | Qual. Mondiali 2026                                                       | -                                                                         |                                                                           |
| Totale                                                                    |                                                                           | Presenze                                                                  | 38                                                                        |                                                                           | Reti                                                                      | 0                                                                         |                                                                           |

## Palmarès

### Club

#### Competizioni nazionali
- Campionato irlandese: 4

Shamrock Rovers: 2020, 2021, 2022, 2023
- Coppa d'Irlanda: 1

Shamrock Rovers: 2019
- Supercoppa d'Irlanda: 1

Shamrock Rovers: 2022